# Małgorzata Storożyńska
Małgorzata Stodulska, coniugata Urbankowska e, successivamente Storożyńska (Radom, 4 giugno 1964), è un'ex cestista polacca.

## Carriera
Con la Polonia ha disputato due edizioni dei Campionati europei (1987, 1991).